# Мари-Антоан Карем
Мари-Антоан Карем на френски: Marie-Antoine Carême, роден на 8 юни 1784 г. в Париж и починал на 11 януари 1833 г. пак там, е един от най-известните готвачи на своето време, допринесъл съществено за развитието на френската кухня.

## Биография
Карем произхожда от бедно семейство с минимум 15 деца. Още на десет години започва да работи в кухнята за една гостилница. Учи се за готвач и сладкар. Започва да работи за известен парижки сладкар Bailly, чийто клиент е и френският външен министър Шарл Морис дьо Талейран. По-късно работи в друга сладкарница, а през 1803 г. открива собствена сладкарска работилница. От 1804 до 1814 е шефсладкар на Талейран, но работи и за други известни личности като Наполеон и Мария-Луиза. Работи за крал Джордж IV, Александър I (Русия), както и австрийския император Франц II. По време на Виенския конгрес Талейран организира в кулинарно отношение срещите и по този начин освен бъдещето на Европа се създава и новата кулинарна култура на управляващите. Запознанството с етикета на руските висша кухня става причина за начина, по който той променя начина на поднасяне на блюдата: във френската кухня тогава това става едновременно, а в руската кухня блюдата са поднасяни едно след друго, съгласно менюто.
През 1815 г издава двете свои първи книге Le Pâtissier royal parisien и Le Pâtissier pittoresque. Работи много години в чужбина. През 1821 г. издава две книги като любител за архитектурата и плановете за подобряване на Санкт Петербург и Париж. При това се показва като превърженик на еклектиката.
С Карем е свързано създаването на нуга халвата, десерта „целувка“, както и редица леки сосове за различни видове меса.